# 아리야카 문자
아리야카 문자는 타이 국왕인 라마 4세가 팔리어를 표기하기 위한 목적으로 고안한 문자이다. 당시 타이에서는 팔리어를 표기하는데 크메르 문자를 쓰고 있었는데, 국왕은 크메르 문자가 팔리어를 표기하는데 복잡하다고 생각하여 좀 더 간편하고 서구적인 느낌을 주는 알파벳형의 문자를 창제했다. 국왕은 새 문자의 인쇄체와 필기체 형태를 모두 고안해 냈으며, 자신의 전속 인쇄국을 만들어 아리야카 문자로 표기된 팔리어 책을 찍어냈다.